# Þorskafjörður
Þorskafjörður är en fjord i republiken Island.   Den ligger i regionen Västfjordarna, i den västra delen av landet, 160 km norr om huvudstaden Reykjavík.
Inlandsklimat råder i trakten. Årsmedeltemperaturen i trakten är −1 °C. Den varmaste månaden är juni, då medeltemperaturen är 10 °C, och den kallaste är februari, med −9 °C.